# Liberalkatholische Kirche
Die Liberalkatholische Kirche ist eine in ihrer Theologie stark von der Theosophie beeinflusste kleine Glaubensgemeinschaft, die sich als „Kirche“ bezeichnet und eine katholische Symbolstruktur verwendet.

## Verbreitung
Die Liberalkatholische Kirche hat weltweit mehrere tausend Mitglieder, die meisten in den Vereinigten Staaten, im Vereinigten Königreich, in Australien und im französischsprachigen Afrika.
Sie hat derzeit eine Eremitage in Deutschland (Lebach) sowie eine Gemeinde in Österreich (Wien).
Der Religionswissenschaftler Georg Schmid gibt für Deutschland 200 Mitglieder an.

## Geschichte
Die rein theosophisch-esoterische Kirche wurde im Jahre 1916 von den beiden Theosophen James Ingall Wedgwood und Charles Webster Leadbeater in England gegründet. Das Konzept einer okkult-esoterischen Vereinigung mit Kirchenstruktur stammte von Éliphas Lévi, der aber bereits vor der Gründung der Theosophie im Jahre 1875 starb, dennoch auf die moderne Esoterik und den Okkultismus einen großen Einfluss hatte. Das Motiv für die Kirchengründung sei das Bestreben gewesen, trotz der Haltung der Theosophischen Gesellschaft Adyar gegenüber den Kirchen, Kirchenanhänger zu gewinnen. Wedgwood, der 1900 bis 1904 Teil der Anglikanischen Kirche war und dort Geistlicher werden wollte, wurde am 22. Juli 1913 durch Arnold Harris Mathew in der Alt-Katholischen Kirche in England ordiniert und bereitete mit jenem zusammen die Grundlage für die heutige LCC.
Auf einer Synode am 6. September 1918 in London einigten sich die anwesenden Priester und Bischöfe, darunter Wedgwood als Vorsitzender Bischof, auf einen neuen Namen für ihre reorganisierte Alt-Katholische Kirche und nannten diese schließlich The Liberal Catholic Church („Liberalkatholische Kirche“). In den folgenden Jahren reiste Wedgwood häufig, konsekrierte zahlreiche Priester als auch Bischöfe und eröffnete Zentren für die wachsende Kirche.
| Zeitraum                           | Name                                 |
| ---------------------------------- | ------------------------------------ |
| 6. September 1918 – 2. April 1923  | James Ingall Wedgwood                |
| 2. April 1923 – 1. März 1934       | Charles Webster Leadbeater           |
| 26. Juli 1934 – 26. Januar 1956    | Frank Waters Pigott                  |
| 10. Mai 1956 – 1. November 1964    | Adriaan Gerard Vreede                |
| 9. November 1964 – 8. Juni 1973    | Hugh Baronnet Sykes                  |
| 8. Juni 1973 – 9. September 1984   | Sten Herman Philip von Krusenstierna |
| 9. September 1984 – 16. April 1992 | Eric Scollick Taylor                 |
| 16. April 1992 – 15. April 1999    | Johannes Cornelius van Alphen        |

| konservativer Zweig                | konservativer Zweig      | reformierter Zweig           | reformierter Zweig                   |
| Zeitraum                           | Name                     | Zeitraum                     | Name                                 |
| ---------------------------------- | ------------------------ | ---------------------------- | ------------------------------------ |
| 18. April 2000 – 25. Dezember 2005 | Ian Richard Hooker       | 9. Juni 2003 – 14. Juni 2005 | Tom Degenaars                        |
| seit 25. Dezember 2005             | Graham Sidney James Wale | 25. Juni 2005 – 2011         | Maurice Henri Joseph Ghislain Warnon |
|                                    |                          | 2011 – Juli 2016             | James Zinzow                         |
|                                    |                          | seit Juli 2016               | Michael Warnon                       |

In Deutschland nannte sich die Liberalkatholische Kirche von 1933 bis zum Verbot im Nationalsozialismus 1937 „Freie katholische Kirche“.
Seit 1945 gibt es zwei Zweige, die Liberal Catholic Church International (LCCI), die hauptsächlich in den USA vertreten ist und die Liberal Catholic Church (LCC), hauptsächlich ansässig in Europa.

### Die Altkatholische Kirche von Großbritannien – Erzbischof Mathew
Arnold Harris Mathew wurde 1853 geboren und im Jahre 1877 in der Römischen Kirche zum Priester geweiht. Einige Jahre später zog er sich von der priesterlichen Arbeit zurück, da er unzufrieden mit der Römischen Kirche als Organisation war. Mit der Alt-Katholischen Kirche kam er durch einen früheren römisch-katholischen Priester in Kontakt, der überzeugt war, dass bei Gründung einer Alt-Katholischen Kirche in England Konvertiten aus der römisch-katholischen Geistlichkeit von allen Seiten zuströmen würden. Aufgrund dieses Hinweises schrieb Mathew darüber an den Erzbischof von Utrecht bezüglich der Gründung einer solchen Mission. Zu diesem Zwecke wurde er selbst in Utrecht am 28. April 1908 von dem dortigen Erzbischof zum Bischof geweiht. In und um London begann er Gottesdienste abzuhalten und Priester zu weihen. Die erwartete hohe Zahl von Konvertiten aus dem römischen Klerus blieb jedoch aus. Ein herausstechendes Merkmal der Arbeit in der Mission von Erzbischof Mathew war die völlige Freiheit von Dogmen des Römischen Katholizismus und der Anglikanischen Staatskirche, was bei einigen Menschen mit spirituellen Bedürfnissen, aber Ablehnung der herkömmlichen Lehren dieser Kirchen, Anklang fand.
Nach einer Meinungsverschiedenheit mit dem bischöflichen Stuhl von Utrecht wurde Bischof Mathew im Jahre 1911 von seiner Gemeinschaft zum Erzbischof gewählt und nahm deshalb diesen Titel an. Als James Ingall Wedgwood 1913 mit Erzbischof Mathew in Kontakt kam, war er über den – gemessen am Mitgliederzuwachs – geringen Erfolg der Missionstätigkeit überrascht. Streitigkeiten mit Utrecht führten schließlich zu einem Abbruch der Beziehungen. Ebenso kam es zu Unstimmigkeiten bis zu Anfeindungen mit der anglikanischen Gemeinde und dem Erzbischof von Canterbury, da er sich erbot deren Weihen zu regulieren. Weiterhin kam es zu Konflikten mit den Theosophen in seiner Bewegung und sogar mit seinem eigenen Auxiliar-Bischof Willoughby.
Zufolge einer Andeutung Bischof Mathews im Jahre 1914, dass er sich zurückziehen wolle, wurde eine Wahl für einen Auxiliar-Bischof abgehalten. Der zum Auxiliar-Bischof gewählte Priester wurde F. S. Willoughby, ehemaliger anglikanischer Priester und zeitgenössischer Vikar in Stock-ton-on-Tees. Er hatte das St. Chad’s Hostel (Studenten-Wohnheim) gegründet, das der Ursprung eines der Colleges der Universität von Durham wurde. Im Jahre 1914 wurde er von Erzbischof Mathew zum Bischof geweiht. Bald danach gab es Streitigkeiten zwischen Erzbischof Mathew und Bischof Willoughby, und beide Männer entschlossen sich, sich wieder der römischen Kirche zu unterwerfen. Vorangegangen war ein Aufruf Mathews in einem Pastoralbrief (6. August 1915) an die Priester und Laien der Altkatholischen Kirche in Großbritannien, dass eine Mitgliedschaft in dieser und gleichzeitig in der Theosophischen Gesellschaft sich ausschließen, woraufhin der Großteil der Priester ihm öffentlich widersprach. Die dissidenten Priester wählten daraufhin zwei von ihnen im Jahre 1915, Robert King und Rupert Gauntlett, zu Bischöfen, die von Mathews Co-adjutor Willoughby geweiht wurden. Erzbischof Mathew hatte Ende 1915 seine Unterwerfung unter Rom angeboten und versucht, seine Bewegung aufzulösen. Jedoch wurde er nicht wieder in die Römische Kirche aufgenommen und starb 1919.

### Übergang zur Liberalkatholischen Kirche – Bischof Wedgwood
James Ingall Wedgwood, ein früherer Schüler des Organisten des Münsters von York, Tertius Noble, war zu einer Autorität auf dem Gebiet des Orgelbaues geworden und hatte ein Lexikon über Orgelregister herausgebracht, welches heute noch rezipiert wird. Er studierte Theologie in der Absicht, die anglikanischen Weihen zu erhalten, zeigte aber tieferes Interesse an der theosophischen Bewegung und Gesellschaft und wurde infolgedessen aus der Kirche von York, in der er sich seiner Ausbildung unterzog, ausgeschlossen. Am 22. Juli 1913 wurde er von Erzbischof Mathew, wie in der Folgezeit auch einige andere Theosophen, zum Priester der Alt-Katholischen Kirche in England geweiht. Als Kanonikus Wedgwood von einem Besuch aus Australien zurückkehrte, wurde er am 13. Februar 1916 von Bischof Willoughby zum Bischof geweiht, wobei die Bischöfe King und Gauntlett assistierten. Er wurde kurz darauf zum Vorsitzenden Bischof der Alt-Katholischen Kirche in England ernannt.
Bischof Wedgwood war in seiner Missionstätigkeit erfolgreicher als Erzbischof Mathew und die Bewegung gewann tatsächlich eine beträchtliche Anzahl von Anhängern. Während der nächsten Jahre bereiste er die Welt und verbreitete das Konzept der neuen Kirche. Des Weiteren formulierte er die Liturgie aus, wie sie von der LCC heute noch in der Benutzung ist.
Am 1. und 2. Dezember 1917 wurde eine wichtige Klerus-Synode der Alt-Katholischen Kirche in London abgehalten. Es wurde jetzt erwogen, dass angesichts der tiefen Kluft, die zwischen der Kirche von London und der Mutterkirche in Utrecht bestand, der Kirche, der Bischof Wedgwood vorstand, einen anderen Namen zu geben. Nach vielen Diskussionen wurde daher beschlossen, sie „Liberale Christliche Kirche“ zu nennen. Bei dieser Zusammenkunft wurde vereinbart, dass der Klerus purpurfarbene statt schwarzer Soutanen tragen solle, und dass die Geistlichen keine klerikalen Gewänder zu tragen brauchen, wenn sie nicht an Gottesdiensten teilnehmen; ferner, dass der Titel Reverend nur von Geistlichen im Rang eines Diakons oder darüber geführt werden solle. In einer folgenden Synode im September 1918 wurde der Name der Kirche schließlich in „Liberal Catholic Church“ geändert. Das sollte ebenfalls verdeutlichen, dass die Kirche sich selbst als katholisch betrachtet, jedoch unabhängig von dem Zwang von Dogmen des herkömmlichen Christentums und bereit eventuelle neue Erkenntnisse der Gegenwart aufzugreifen.
Bischof Wedgwood weihte in Australien den Theosophen Charles Webster Leadbeater sub conditione zum Priester und erteilte ihm die Bischofsweihe. Leadbeater war bis 1883 Priester der Anglikanischen Kirche gewesen. Zusammen revidierten sie die Messe und stellten eine Liturgie zusammen. Dies geschah auf der Grundlage der römischen Liturgie, wenngleich jene in ihren Augen modernisiert wurde. So wurde z. B. das Schlussevangelium weggelassen. Das Messbuch wurde in die Landessprache übersetzt (dabei zuerst ins Englische).
Während Bischof Wedgwood in Sydney war, weihte er J. A. Mazel, der die Kirche nach Indonesien ausbreitete. Auf seiner Rückreise weihte er Priester für die Arbeit in den USA. Bei späteren Reisen übertrug er das Bischofsamt auf eine Anzahl von Priestern, die in der Lage sein sollten, die Kirche in ihren Ländern auszubreiten. Der erste Priester, der unter Verwendung der neuen Liturgie geweiht wurde, war Irving Cooper, designierter Bischof aus den Vereinigten Staaten.

### Weitere Entwicklung
Nach Platt (1982) waren die frühen Jahre von enormer Bedeutung, da in ihnen grundsätzliche offizielle Dokumente zu Liturgie, Doktrin und Verfassung geschrieben wurden und Leadbeater und Wedgwood zahlreiche Schriften verfassten, welche zunehmend normativen Charakter erhielten. Daneben wurde das episkopale Gemeinschaftswesen bestimmt, sowie die theosophische Ausrichtung der Kirche herausgearbeitet, woraus auch ein ambivalentes Verhältnis zur Theosophischen Gesellschaft entstand.
Viele der Tätigkeiten der LCC in London waren bis dahin in einer Privatkapelle am Red Lion Square und auch am Upper Woburn Place getan worden, bei zeitweisem Gebrauch verschiedener größerer Säle für besondere Zeremonien. 1925 wurde ein Kirchengebäude in der Caledonian Road gekauft, um als Pfarrkirche zu dienen. Sie wurde am 4. Juli 1926 als Pfarrkirche von St. Mary geweiht. 1927 wurde in 30 Gordon Street ein ständiges Büro für die Kirche erworben. Auch in Sydney in Australien wurde ein Kirchengebäude gekauft, von dem aus später regelmäßige Radiosendungen der Kirche ausgestrahlt wurden. Im Jahre 1922 legte Bischof Wedgwood sein Amt als Vorsitzender Bischof und Bischof für Großbritannien und Irland aus privaten Gründen nieder.
Sein Nachfolger als Vorsitzender Bischof wurde Bischof Leadbeater, als Bischof für Großbritannien Frank Waters Pigott, ein ehemaliger anglikanischer Priester. Im Jahre 1934 wurde Bischof Pigott Nachfolger von Bischof Leadbeater, und nach seinem Tod wurde im Jahre 1956 Bischof A. G. Vreede von den Niederlanden zum Vorsitzenden Bischof gewählt. Sir Hugh Sykes wurde 1953 zum Auxiliar-Bischof für Großbritannien und Irland geweiht. 1956 wurde er – als Nachfolger von Bischof Pigott – Regional-Bischof für Großbritannien und Irland und 1964 Nachfolger von Bischof Vreede als Vorsitzender Bischof der Kirche.
Die Liberal Catholic Church wurde in 14 Kirchenprovinzen gegliedert. Seit einigen Jahren hat ein Teil der LCC auch der Weihe von Frauen zugestimmt und diese wird auch in der Mitteldeutschen Provinz (Deutschland, Österreich, Ungarn) praktiziert. Im August 2020 verließ der deutsche Zweig der LCC die Mutterkirche und schloss sich, bei weitgehender Selbständigkeit als sogenannte „Bruderkirche“, mit der Unabhängige Katholischen Kirche zum Katholischen Bruderbund zusammen.

## Richtungen

### Liberalkatholische Kirche USA (LCCI)
In der LCCI sind die theosophischen Glaubenssätze wie Reinkarnation fakultativ, ebenso vegetarische Ernährung. In der Liturgie können Traubensaft und Wein verwendet werden. Frauen können durch Zulassung der Frauenordination alle kirchlichen Ämter innehaben, homosexuelle Menschen können Priester werden und Priester können ein Gehalt beziehen.

### Liberalkatholische Kirche Europa (LCC) [konservativer Zweig]
In der LCC sind die theosophischen Glaubenssätze fester Bestandteil der Lehre. Es gibt keine Frauenordination, und Priester dürfen kein Gehalt beziehen. Vegetarische Ernährung und Traubensaft in der Liturgie sind obligatorisch.

### Liberalkatholische Kirche Europa (LCC) [progressiver Zweig]
In der LCC sind die theosophischen Glaubenssätze fester Bestandteil der Lehre. Es gibt Frauenordination für alle Ämter, homosexuelle Menschen können Priester werden und der gesamte Klerus ist ehrenamtlich tätig. Die Liberalkatholische Kirche Deutschlands und Österreichs gehört diesem Zweig an.

## Lehre
- Die Existenz Gottes wird als unendlich, ewig, transzendent und immanent angenommen und wird als Dreifaltigkeit von "Vater", "Sohn" und "heiligem Geist" betrachtet.
- Der Mensch, nach dem Bilde Gottes geschaffen, ist seinem Wesen nach göttlich was als Anteilnahme an der Natur Gottes gedeutet wird.
- Christus lebt immer als eine mächtige und geistig verstandene Gegenwart in der Welt, welche nach einem geordneten Plan verläuft. Interpretiert zeigt sich für die Anhänger der LKK darin eine Führung in ihrem jetzigen Leben. Das führt in ihrem Verständnis zu einer Annäherung an dessen Zustand, der als Vollkommenheit gedeutet wird.
- In der LCC wird die Wiedergeburt vertreten, welche durch das Handeln im jetzigen Leben und einer möglichen Läuterung in einer Zwischenwelt beeinflusst wird.
- Der Mensch ist ein Glied in einer großen hierarchischen Lebenskette. Ein „freies Gnadengeschenk“ von "oben" ist demzufolge eine Gabe, die als Belohnung für eine Handlung gegenüber einem Wesen unter einem verstanden wird.
- Es gibt eine „Gemeinschaft der Heiligen“ von gerechten, vollkommen gewordenen Menschen oder Heiligen, die der Menschheit helfen; es gibt auch ein dienendes Wirken von Engeln.
- Der Mensch hat ethische Pflichten sich selbst und anderen gegenüber, was aus Mt. 22, 37–40 abgeleitet wird, sowie auch die Pflicht zur geistlichen Entwicklung / spirituellem Wachstum (Joh. 1,9).
- Christus habe verschiedene Sakramente eingesetzt, in denen durch ein äußeres und sichtbares Zeichen, innere und geistige Gnade gespendet wird. Es existieren sieben solcher Riten, die als Sakramente angesehen werden, nämlich: Taufe, Firmung, die heilige Eucharistie, Absolution, heilige Ölung, heilige Ehe und die heiligen Weihen. Die Lehre dieser Sakramente wird in der autorisierten Liturgie der Liberal-Katholischen Kirche dargelegt. Christus, das lebendige Haupt der Kirche, die er gegründet hat, wird der wahre Spender aller Sakramente angesehen.

### Anerkannte Glaubensbekenntnisse
- Akt des Glaubens (Leadbeater)
- Bekenntnis von Nicäa (325 n. Chr.)
- Nicäno-Konstantinopolitanum
- Akt des Glaubens (Wedgwood)
- Paulinisches Glaubensbekenntnis (oder Christushymnus)
- das Apostolikum (in ökumenischen Gottesdiensten)
- das christologische Bekenntnis von Chalcedon (Chalcedonense)

### Einordnung
Die Lehrinhalte der Liberalkatholischen Kirche stammen aus dem Gedankengut verschiedener Religionen, besonders aus dem Katholizismus und dem Buddhismus. Einen maßgeblichen Einfluss auf die Doktrin der LCC hatte der Theosoph Franz Hartmann durch seine Schrift „Was ist Theosophie“ ausgeübt, in der er dem Katholizismus eine gewisse Form einer Geheimschule der Theosophie zusprach. Die Gottheit der Liberalkatholischen Kirche sei wesenseins mit dem das All durchdringenden Brahman der Veden und offenbare sich durch die „2. Person“ der Gottheit in der imaginierten Gestalt des Logos oder Demiurgos, der als Baumeister und Instandhalter des Weltalls angesehen wird.

### Gnostische Kirche
Die Liberalkatholische Kirche wird zu den Gnostischen Kirchen gezählt. „Gnostische Kirchen“ sind Kirchen neuerer Gründung, die sich auf gnostisches Gedankengut berufen und zu den Anschauungen der herkömmlichen Kirchen oft im Widerspruch stehen. Das Selbstverständnis, eine „Gnostische Kirche“ zu sein, kommt auch in dem Anspruch der Liberalkatholischen Kirche zum Ausdruck, zu einer „Gemeinschaft von befreiten Heiligen“ zu gehören. Die Mitglieder dieser Gemeinschaft der Befreiten, die auch als „Weiße Bruderschaft“ bezeichnet wird, seien dem Kreislauf der Inkarnationen entstiegen, senden aber zu gewissen Zeiten bereits befreite Mitglieder dieser „Weißen Bruderschaft“ zur Erde. Der Auftrag dieser freiwillig Inkarnierten bestehe darin, die Menschen auf den Pfad der Befreiung zu führen. Den eigenen Mitgliedern werden Hilfe und Beistand auf deren Weg zur Vervollkommnung versprochen, um ihnen Heilsgewissheit und Erkenntnis der „wahren Gnosis“ zuteilwerden zu lassen.

## Struktur und Ethik
Die LCC erkennt als Grundwahrheiten bezeichnete Inhalte der christlichen Religion an, versucht aber den hinter den Lehrsätzen einen verborgenen tieferen Sinn dem Verständnis zu erkennen und dem Gegenwartsmenschen näher zu bringen. Wenn sie auch solcherart ihren Interessenten und Mitgliedern eine vertiefte esoterische Seite des Christentums zu vermitteln versucht, verlangt sie jedoch nicht die Annahme dieser Auffassungen, da sie die Ansicht vertritt, dass wahrer Glaube das Ergebnis eigenen Nachdenkens und Erkennens sein muss. Eine äußerliche Zustimmung kann den Wert einer eigenen tieferen Einsicht niemals ersetzen. Deshalb verlangt die Liberalkatholische Kirche keine unbedingte Zustimmung von den Mitgliedern zu ihrer Lehre. Es ist jedem freigestellt diese Lehre anzunehmen.
Besonderen Wert legt die Liberalkatholische Kirche auf eine lebendige, mitempfundene und erhebende Liturgie. Sie anerkennt und spendet die sieben Sakramente der christlichen Kirche, nämlich Taufe, Firmung, Absolution, Eucharistie, Ölung, Ehe und Heilige Weihe. Sie gebraucht bei allen kirchendienstlichen Handlungen eine eigenständige Fassung der Liturgie, welche aus Teilen der tridentischen, römischen sowie der alt-katholischen und anglikanischen Liturgie zusammengesetzt ist, wobei als wesentlich verstandene Merkmale der altüberlieferten sakramentalen Formen beibehalten wurden. Die Zulassung zu den Gottesdiensten, welche in der jeweiligen Landessprache abgehalten werden, wie auch die Spendung der Sakramente ist an keine Verpflichtung gebunden.
Die Liberalkatholische Kirche lässt Teilhabe an ihren Tätigkeiten zu ohne dass eine bisherige Religionsgemeinschaft verlassen werden müsste. Sie nimmt auch in diesem Rahmen neue Mitglieder in ihre Gemeinschaft auf. Die zum Unterhalt der Kirche nötigen Mittel werden durch freiwillige Beiträge und Spenden der Gemeindemitglieder und des Klerus aufgebracht.
Der Klerus der Kirche unterliegt keinem Zölibat und wirkt ehrenamtlich. Weil die Ausübung der priesterlichen Funktionen ehrenamtlich ist und ohne Entgelt erfolgt, werden für kirchendienstliche Handlungen im Allgemeinen keine Bezahlungen gefordert. Oberstes Organ der Liberalkatholischen Kirche ist die bischöfliche Generalsynode, an deren Spitze der Vorsitzende Bischof steht. Dieser leitet die Kirche im Allgemeinen und die bischöflichen Generalversammlungen, hat aber sonst keine Vorrechte. Somit wird die Kirche durch die einzelnen Bischöfe in deren Bereich geleitet und die allgemein verbindlichen Regelungen durch die jeweiligen bischöflichen Generalsynoden bestimmt. Träger aller weltlichen Einrichtungen der Kirche sind die Pfarrgemeinden. Jedes volljährige Gemeindemitglied besitzt ein Stimmrecht in der Verwaltung dieser Gemeinde.

### Frauenordination
Die Liberalkatholische Kirche (progressiver Zweig) sieht in der Bestimmung von Frau und Mann keinen Unterschied. Das Eine kann ohne das Andere nicht bestehen (Yin und Yang) und bildet das Ganze. Deshalb haben in der Liberalkatholischen Kirche (progressiver Zweig) alle Frauen, die die Bereitschaft und Eignung dafür zeigen, die Möglichkeit, alle Niederen und Höheren Weihen zu erhalten.

### Ausbildung
Die theoretische Ausbildung von Klerikern der Niederen Weihe und Geistlichen wird derzeit im Rahmen eines Online-Kursus in Niederländisch und Englisch angeboten. Der Schulungsweg verläuft parallel zur Gemeindetätigkeit und kann sich über mehrere Jahre erstrecken. Die Ausbildung von Messdienern (Kinder und Jugendliche) und Altardienern (Erwachsene) findet in den Gemeinden statt und wird durch den jeweiligen Geistlichen vor Ort angeboten.

### Aktuelle Kirchenleitung
Die Leitung der Liberalkatholischen Kirche Deutschlands ist seit dem Tod von Bischof Evert Anders Sundien am 15. September 2020 ungeklärt.

### Apostolische Nachfolge
Die apostolische Nachfolge in der LCC leitet sie von der Altkatholischen Kirche der Niederlande ab, die zuweilen die „Jansenistische“ genannt wird. Das Niederländische Volk hat vielen jansenistischen Flüchtlingen, die aus Frankreich und Belgien geflohen waren, um der Verfolgung durch die Jesuiten zu entgehen, Asyl gewährt. Als Ergebnis davon wurde die Niederländische Kirche selbst der Mitschuld an der jansenistischen Ketzerei angeklagt, eine Anklage, von der sie wiederholt behauptet, sich von ihr entlastet zu haben.
Als das Vatikanische Konzil vom Jahre 1870 die Unfehlbarkeit des Papstes erklärte, weigerten sich eine Anzahl führender Gelehrter unter der Führung von Ignaz von Döllinger, einem bedeutenden zeitgenössischen Kirchenhistoriker, eine Neuerung der Lehre von so weittragender Bedeutung anzunehmen. Es bildeten sich unabhängige Gemeinden, den Titel „Alt-Katholiken“ annahmen um sich von einem vermeintlichen "Neukatholizismus" abzugrenzen. Dieser Bewegung gelang es, sich die bischöfliche Nachfolge von der o. g. Holländischen Kirche zu sichern, welche heute mit ihr vereinigt ist.

#### Die Apostolische Nachfolge 1739–1916
|     | Name                                                                                | Konsekration |
| 01. | Dominikus Marie Varlet                                                              | |
| 02. | Petrus Johannes Meindaart                                                           | 1739 Erzbischof von Utrecht |
| 03. | Johannes van Stiphout                                                               | 1745 Bischof von Haarlem |
| 04. | Gualtherus Michael van Nieuwenhuizen                                                | 1768 Erzbischof von Utrecht |
| 05  | Johannes Broekman                                                                   | 1778 Bischof von Haarlem |
| 06. | Johannes Jacobus van Rhijn                                                          | 1797 Erzbischof von Utrecht |
| 07. | Gijsbertus Cornelius de Jong                                                        | 1805 Bischof von Deventer |
| 08. | Willibrordus van Os                                                                 | 1814 Erzbischof von Utrecht |
| 09. | Johannes Bon                                                                        | 1819 Bischof von Haarlem |
| 10. | Johannes van Santen                                                                 | 1825 Erzbischof von Utrecht |
| 11. | Hermanus Heijkamp                                                                   | 1853 Bischof von Deventer |
| 12. | Casparus Johannes Rinkel                                                            | 1873 Bischof von Haarlem |
| 13. | Gerardus Gul                                                                        | 1892 Erzbischof von Utrecht |
| 14. | Arnold Harris Mathew                                                                | 28. April 1908 Bischof von Großbritannien und Irland, 1911 Erzbischof ; † 1919 |
| 15. | Frederick Samuel Willoughby, M.A.(Cantab.)                                          | 28. Oktober 1914 Bischof |
| 16. | Rupert Gauntlett                                                                    | 26. September 1915 in London zum Bischof geweiht |
| 17. | Robert King                                                                         | 26. September 1915 Bischof, 1916 Assistenz-Bischof in England, † 1954 |
| 18. | James Ingall Wedgwood                                                               | 1913 von Bischof Mathew in London zum Priester geweiht, am 13. Februar 1916 in London unter Bischof Willoughby, Bischof King und Bischof Gauntlett zum Vorsitzenden Bischof geweiht, 1923 resignierte er als Vorsitzender Bischof, 1926 Kommissarischer Bischof für Teile von Europa. † 1951 |
|     | Alle danach geweihten Bischöfe der LCC leiten ihre Weihen von Bischof Wedgwood her. | |

#### Regionalbischöfe von Zentral-Europa

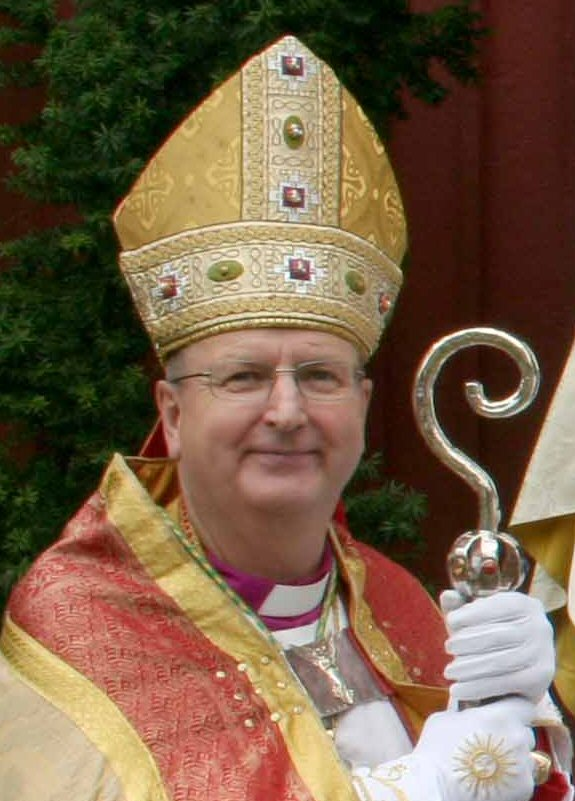
Bischof Evert Sundien († 2020)

| Amtszeit  | Name                            | Lebensgang                               | Konsekration       |
| 1935–1937 | Nyssens, Ernest W.              | * 10. August 1868, † 14. März 1956       | 15. August 1930    |
| 1938–1946 | NS-Zeit – LKK verboten          |                                          |                    |
| 1946–1955 | Vreede, Adriaan G               | * 02. Juni 1877, † 24. Mai 1966          | 15. August 1928    |
| 1955–1962 | Lauppert, Norbert E.            | * 15. August 1906, † 25. Mai 2005        | 28. September 1952 |
| 1962–1985 | Ringer, Gustav                  | * 23. Oktober 1907, † 28. Oktober 1985   | 14. August 1960    |
| 1985–1986 | Taylor, Eric                    | * 16. April 1918, † 04. Juni 1995        | 26. Mai 1977       |
| 1986–2001 | Hammer, Rudolf L.               | * 18. April 1928, † 06. Dezember 2001    | 14. Mai 1978       |
| 2001–2005 | Hooker, Ian Richard             | * 25. Dezember 1930                      | 03. Juni 1990      |
| 2005–2011 | Warnon, Maurice Henri Joseph G. | * 5. April 1937, † 23. März 2011         | 07. Juni 1976      |
| 2011–2020 | Sundien, Evert Anders           | * 21. Oktober 1944, † 15. September 2020 | 16. Mai 2005       |

## Verhältnis zu Christentum, Ökumene und theosophischer Gesellschaft
Es bestehen keine Verbindungen der Liberalkatholischen Kirche zu den bekannten Kirchen. Letztere sehen ihre Aufgabe in der Verkündigung des Evangeliums von Jesus Christus und nicht in der Weitergabe theosophischer Erkenntnisse. So sei in der LCC die christliche Lehre der Erbsünde und der Rechtfertigung aufgrund ihres Verständnisses von Gnade verpönt.
Die Liberalkatholische Kirche gehört keiner ökumenischen Gemeinschaft wie der Arbeitsgemeinschaft Christlicher Kirchen in Deutschland an. Sie versteht sich jedoch insofern als ökumenisch, als auch Nichtmitglieder zu den Sakramenten zugelassen werden.
Platt (1982) fasst das Verhältnis zur Theosophischen Gesellschaft zusammen, indem er – zum Teil mit den Worten Wedgwoods – schreibt: „The contemporary Liberal Catholic Church follows its founders insights that the Church, while established by theosophists as a place wherein they could worship sacramentally, was tobe an entity distinct from the Theosophical Society. Wedgwood delineated the tone of the Church’s ethos when he stressed that theosophy "as a coherent system of thought brings a new meaning into Christian teaching [...] Theosophy is a systematised scheme of thought, singularly inclusive and coherent [...] Its supreme value is that it takes many otherwise isolated facts of life and fits them into an ordered and comprehensive world-schema.“
(„Die zeitgenössische liberalkatholische Kirche folgt den Einsichten ihrer Gründer, dass die Kirche, obwohl sie von den Theosophen als Ort der sakramentalen Anbetung errichtet wurde, eine von der theosophischen Gesellschaft verschiedene Einheit sein sollte. Wedgwood umriss den Ton des kirchlichen Ethos, als er betonte, dass Theosophie: "als kohärentes Denksystem der christlichen Lehre eine neue Bedeutung verleiht [...]Theosophie ist ein systematisches Denkschema, das einzigartig inklusiv und kohärent ist [...] Sein höchster Wert ist, dass er viele ansonsten isolierte Tatsachen des Lebens aufnimmt und sie in ein geordnetes und umfassendes Weltschema einfügt.“)